# 立花山城
立花山城曾位於福岡縣新宮町、久山町以及福岡市東區的一座日本城堡，位於海拔367米高的立花山（又稱井樓岳、東城），是一座山城，擁有七座山峰，中央為松尾岳，北西最左為白岳（西城），每一岳皆為一部分的城池，因此是一座城塞。別稱立花城。

## 立花山
傳說此山是日本神話中創造天地的神祇伊邪那岐和伊邪那美所居住，因而成為其棲息的聖山，又名「二神山」。
延曆24年（805年）日本名僧最澄由中國唐朝學得天台宗後歸國，並於此山推廣天台宗而建立獨孤寺，同時最澄將由中國帶回的樒樹種植於山中一個岩石旁，往後生的又直又茂盛，並開了許多的花，因此此山得名「立花」。

## 歷史

### 室町時代
元德2年（1330年），由豐後國守護大友貞宗的次男大友貞載負責建築。以立花氏作為城主，當時西南附近有城下町，商業都市「博多港」，更有西之號令之地的「太宰府天滿宮」，並且為北九州出入日本中國地區的要點，因此為戰國時代毛利氏、大內氏和大友氏所爭奪的戰略據點。
永享3年（1431年），大內盛見攻打立花山城，令大友家第15代當主大友親繁開城投降。同年6月16日大友方圖謀收復立花山城又被擊退，大內盛見則於28日聯合大友持直、少貳滿貞於筑前怡土郡萩原與大友方開戰卻敗戰戰死，大友氏因此保有立花山城。
之後於嘉吉之亂，幕府命令少貳教賴討伐首謀者赤松滿祐，但是少貳教賴卻不慎遲到，因而給了大內教弘討伐的口實，於文安2年（1445年）8月趁少貳教賴奪回太宰府後包圍了立花山城，此時大內氏取得立花山，更控制博多商業區。
應仁2年（1468年）10月，大內政弘於應仁之亂時參加了西軍，為此將軍足利義政命令九州有力的諸侯聯合討伐大內氏，為此大友親繁、大友政親父子於文明元年（1469年）5月出兵豐前、筑前奪回了立花山城，而先於同年正月，少貳賴忠奪回了太宰府。應仁之亂於文明9年（1477年）終結，大內政弘被幕府原諒而改為筑前、豐前守護，並於翌年9月出兵想奪回之前被趁機奪走的領地，於25日擊敗了少貳賴忠奪得太宰府後又令立花山城開城，此後大內氏終於又掌握筑前。然而立花山城卻不是被大內氏所掌握，因為當時的城主仍是大友一族的立花親直，推定當時大友氏是從屬於大內氏。
天文元年（1532年），少貳資元為了奪回太宰府出兵筑前並聯合大友氏進入了立花山城，但是隨即於3月22日遭到大內家臣溫科盛長的猛攻而陷落，10月大友氏又與大內氏對戰於多多良濱，大友軍最後戰敗因而讓出立花山城。但是於天文7年，大內義隆以舊領歸還為條件和大友義鑑促成兩家和陸，立花山城因此於此時歸還，由立花氏繼續鎮守。

### 安土桃山時代
立花山城自從大友貞載築城以來於戰國時代傳至第7代立花鑑載，因原本為大友主流分家而有「西大友」之稱，但是鑑載不滿大友主家大友宗麟的統治，先於1565年反叛被饒恕後，於1568年因為毛利元就的調略和立花城西南方的岩屋、寶滿城主高橋鑑種再度謀反，最後大友氏派出戶次鑑連（立花道雪）、吉弘鑑理、臼杵鑑速等重臣鎮壓，鑑載兵敗自殺，立花城一時由臼杵鎮氏鎮守，毛利氏二度趁大友軍掃討筑前北九州反叛勢力以及攻打肥前大名龍造寺時攻佔數年的時間，當中與大友氏曾爆發著名的多多良濱之戰，戶次鑑連和吉弘鑑理數次抵擋、攻擊毛利家名將吉川元春和小早川隆景，最後毛利氏因為大友家智將吉岡長增聯絡被毛利家消滅的尼子家殘兵於領地作亂，遂退出立花山城。
立花山城於1570年暫由吉弘鑑理長子吉弘鎮信代領，1571年改由戶次鑑連鎮守，為「立花山城西城督」，形式上繼承立花氏，1575年鑑連將家督讓給僅7歲的獨生女立花誾千代，後來招入大友家重臣高橋紹運長子高橋統虎（立花宗茂）為婿養子，於1585年鑑連往生後正式繼承立花氏。
1586年，九州薩摩大名島津氏大舉侵攻北九州，立花宗茂堅守立花山城對島津軍作出猛烈的抵抗。
1587年豐臣秀吉發動九州征伐降服島津氏，之後宗茂改封到柳川城，後來入主的城主為小早川隆景，因為其軍隊組織有名響一時的熊野水軍，因此以堅固作為重點的立花山城已經失去意義，改於海岸築名島城，立花山城則成為了支城，由隆景的重臣乃美宗勝鎮守。1601年被家康委派的大名黑田長政為了築起新城福岡城決定將立花山城廢除。

## 山城相關
現時在立花山山頂仍然可以看見城垣跡和古井戶跡，登山口則有立花宗茂所立，刻有「立花城日之山神」字樣的石碑，並有立花道雪每次出戰祈求戰勝的「六所神社」，神社裏部則是立花道雪和其繼母養孝院、重臣薦野增時的墓所「梅岳寺」。
現今立花山的北部因為有許多的樟木原生林，因此被列為國家指定植物保護區之一。